# Dasychira viridis
Dasychira viridis är en fjärilsart som beskrevs av Holland 1893. Dasychira viridis ingår i släktet Dasychira och familjen tofsspinnare. Inga underarter finns listade i Catalogue of Life.